# Geelong Ring Road
Die Geelong Ring Road (früher auch Geelong Bypass oder Geelong Outer Freeway) ist eine Ortsumgehung in Geelong im Süden des australischen Bundesstaates Victoria. Sie verbindet den Princes Freeway in Corio mit dem Princes Highway in Waurn Ponds. Auch der Midland Highway und der Hamilton Highway sind angebunden.
Die Abschnitte 1 und 2 wurden am 14. Dezember 2008 eröffnet und der Abschnitt 3 am 14. Juni 2009. Der Abschnitt 4 zur Umgehung der Ampelkreuzung am Südende der Geelong Ring Road ist zurzeit in Arbeit, wobei der Abschnitt 4A zur Anglesea Road bereits fertiggestellt ist.

## Geschichte
Die ersten Pläne zum Bau einer Ortsumgehung für Geelong gehen auf einen Bericht der Geelong Regional Commission vom 7. März 1969 zurück. Er erwähnte, dass sich der Bau der Geelong Ring Road um bis zu 15 Jahre verzögern könnte.
1972 wurde eine Reihe von Vorschlägen vorgelegt, einer davon für einen Freeway durch Geelong West und ein anderer für den Ausbau der Aberdeen Street mit dem Erwerb von 99 Privatgrundstücken. Beide Vorschläge wurden auf Proteste von Anwohnern wieder fallengelassen. 1979 führte eine Firma aus Melbourne akustische Versuche in Wandana Heights durch, die den Einfluss eines Freeway zum Gegenstand hatten. Die Route wurde 1979 festgelegt und erschien einige Jahre lang im Melway-Stadtplan.
Die Zunahme des Verkehrs führte zum Ausbau der Latrobe Terrace Anfang 1989 und zum Bau der James Harrison Bridge über den Barwon River.

## Bauabschnitte
Am 20. Februar 2007 wurde das Projekt in ‘Geelong Ring Road’ umbenannt.
Der Bau der Umgehung begann Anfang 2006 mit dem Freeway-Abschnitt nach Waurn Ponds, der 2009 fertiggestellt werden sollte. Die ersten drei Bauabschnitte wurden von der Staatsregierung von Victoria und der australischen Bundesregierung gemeinsam anfangs mit 384 Mio. AU-$ finanziert.
Die Geelong Ring Road (Freeway) wurde in drei Bauabschnitte unterteilt, die alle auch 2006 begonnen wurden:
- Bauabschnitt 1: Vom Princes Freeway in Corio zum Midland Highway in Bell Post Hill.[6]
- Bauabschnitt 2: Vom Midland Highway in Hamlyn Heights zum Hamilton Highway in Fyansford.[7]
- Bauabschnitt 3: Vom Hamilton Highway in Fyansford zum Princes Highway in Waurn Ponds.[8] Über die Route des Bauabschnittes 3 wurde lange vor Ort diskutiert.[9] Am 7. Juli 2006 wurde sie endgültig festgelegt und im September 2007 war Baubeginn.[10]  Die Geelong Ring Road kann kostenlos befahren werden.
- Bauabschnitt 4 wurde in drei Unterabschnitte gegliedert:
  - Bauabschnitt 4A: Von der Geelong Ring Road zur Anglesea Road
  - Bauabschnitt 4B: Von der Anglesea Road zum Princes Highway
  - Bauabschnitt 4C: Anschluss des Surf Coast Highway

Im Oktober 2007, während des Wahlkampfes für die Bundeswahlen, versprach die Labor Party weitere 107,5 Mio. AU-$ für den vierten Bauabschnitt der Straße. Das waren 45 Mio. AU-$ für den Bauabschnitt 4B zusätzlich zu den 62,5 Mio. AU-$ für den Bauabschnitt 4A, die im September 2007 zugesagt wurden. Im Mai 2008 wurden die Bauabschnitte 4A und 4B genehmigt, wobei der Premierminister von Victoria, John Brumby, 65 Mio. AU-$ für den Abschnitt 4B zusätzlich zu den 63 Mio. AU-$ für den Abschnitt 4A zusagte.

## Galeriebilder

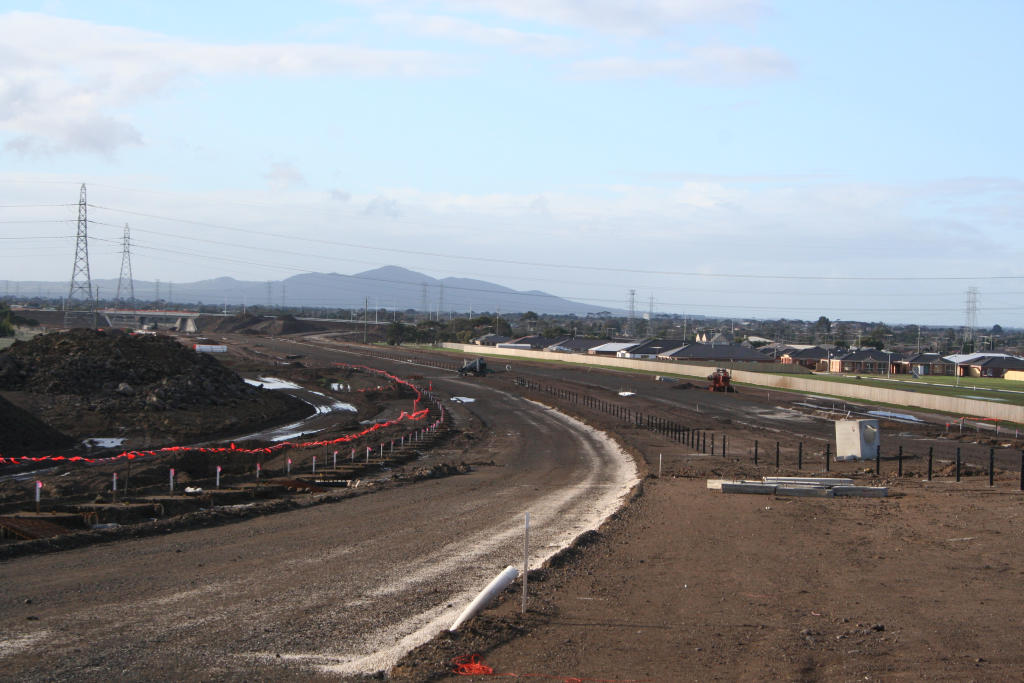
Geelong Ring Road im Bau (2007) in Bell Post Hill
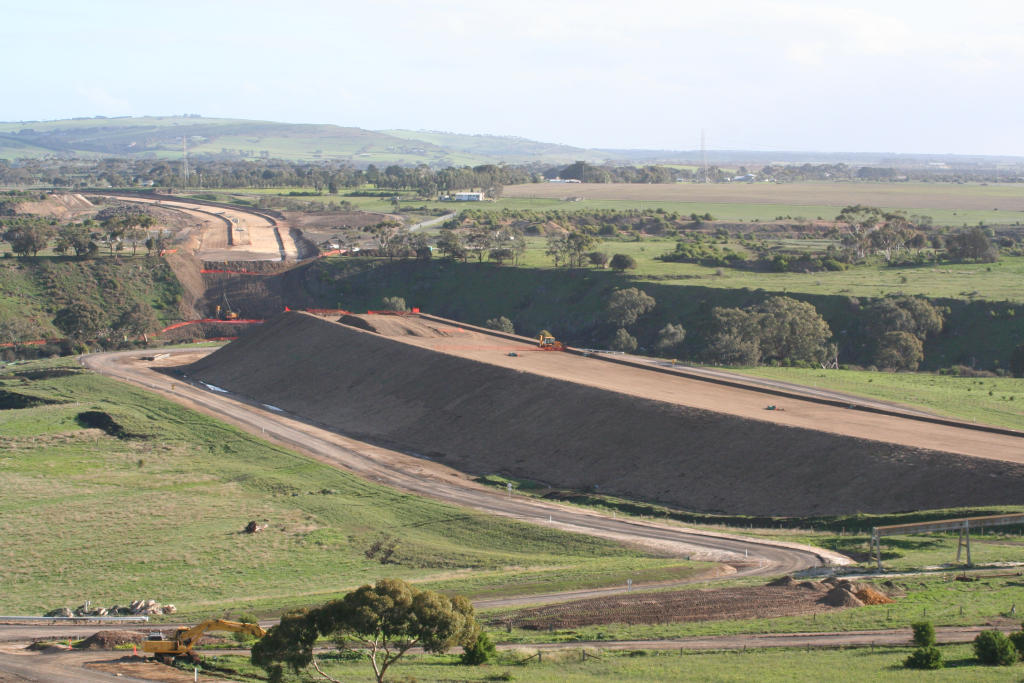
Lewis Bandt Bridge über den Moorabool River im Bau (2007)
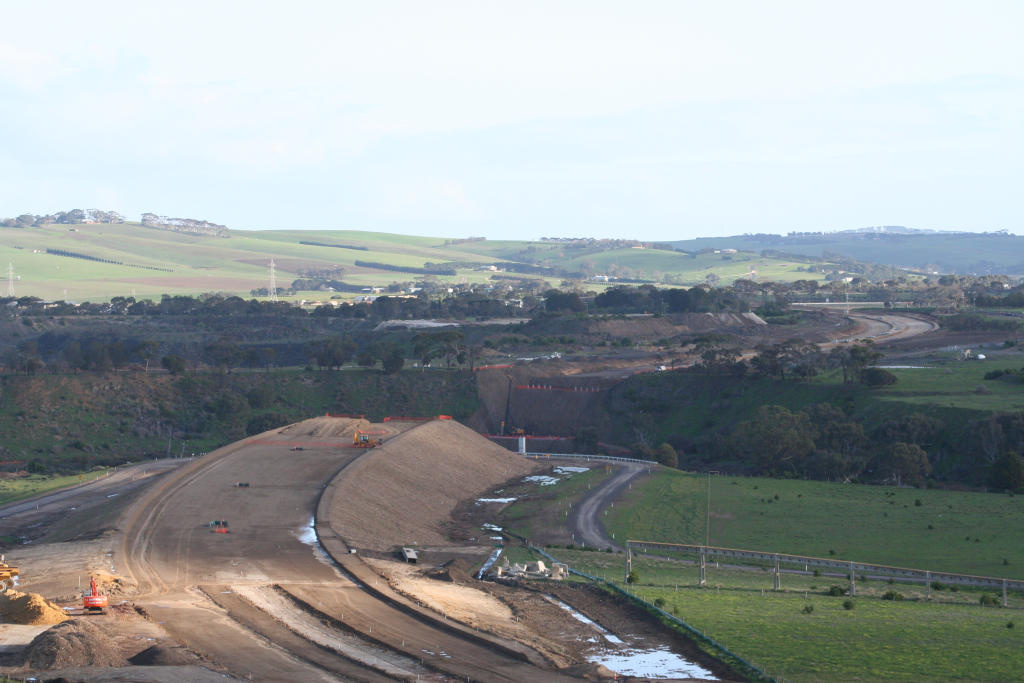
Lewis Bandt Bridge im Bau (2007)
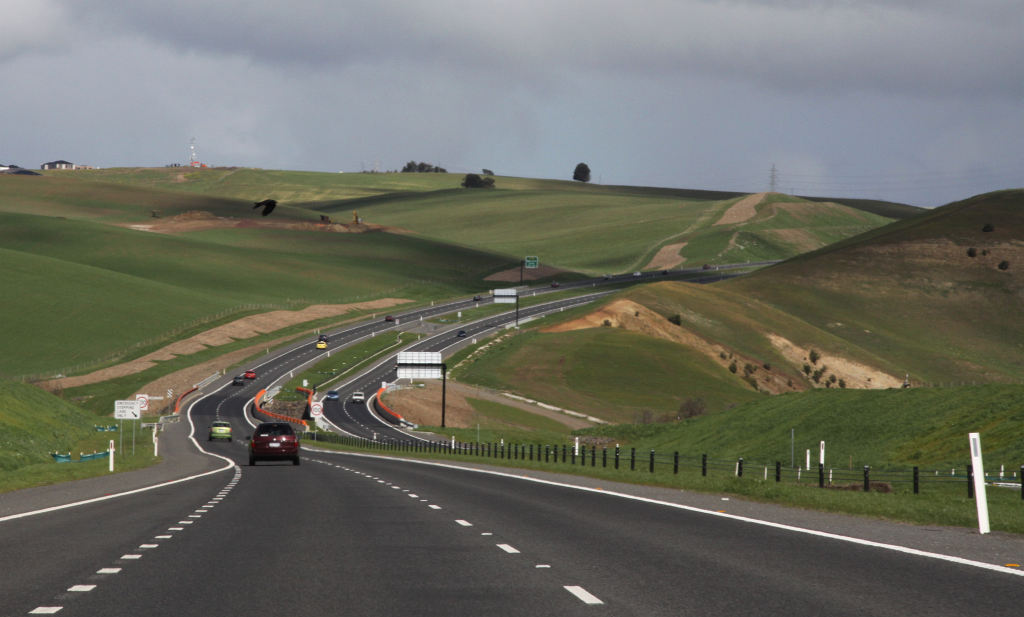
Blick nach Süden vom Hamilton Highway aus auf Bauabschnitt 3, die Brücke am Barwon River und die Steigung über die Barrabool Hills
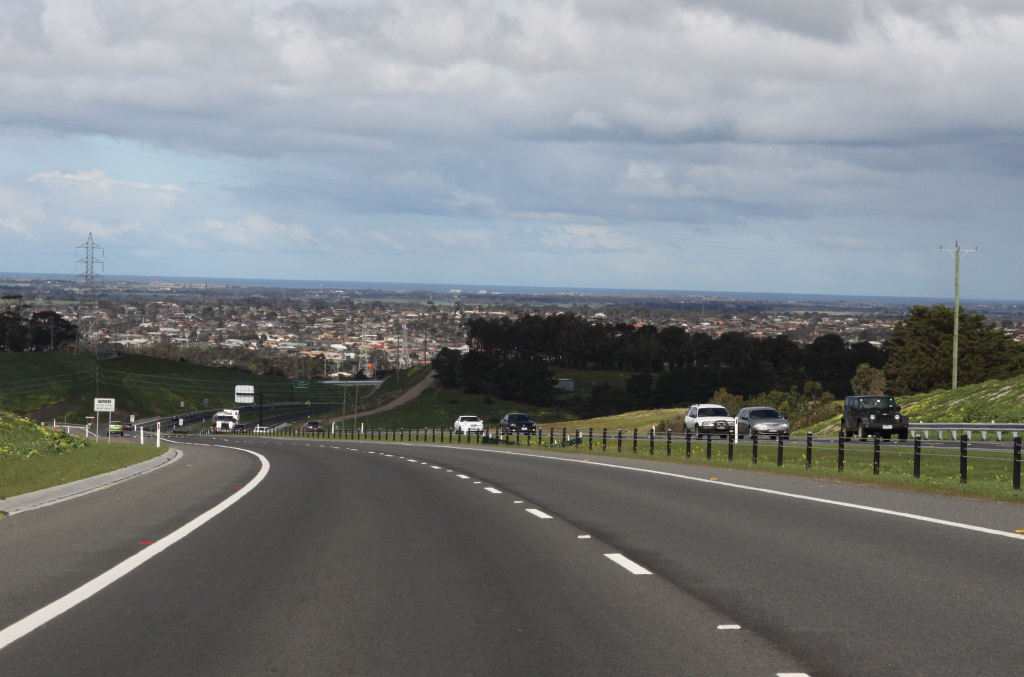
An der Abfahrt der Barrabool Road. Blick nach Süden Richtung Waurn Ponds

## Kreuzungen und Anschlüsse
| Geelong Ring Road |                                |                            |                                                   |
| Anschlüsse Richtung Norden | Entfernung nach Melbourne (km) | Entfernung nach Colac (km) | Anschlüsse Richtung Süden                         |
| Ende Geelong Ring Road weiter als Princes Freeway West nach Melbourne | 64                             | 92                         | Beginn Geelong Ring Road vom Princes Freeway West |
| Bacchus Marsh, Corio Bacchus Marsh Road | 66                             | 90                         | Corio, Bacchus Marsh Bacchus Marsh Road           |
| Anakie, Norlane Anakie Road | 70                             | 86                         | Norlane, Anakie Anakie Road                       |
| EISENBAHNLINIE NACH SOUTH AUSTRALIA | 72                             | 84                         | EISENBAHNLINIE NACH SOUTH AUSTRALIA               |
| Ballarat, Geelong Midland Highway | 74                             | 82                         | Geelong, Ballarat Midland Highway                 |
| Hamilton, Geelong Hamilton Highway | 79                             | 77                         | Geelong, Hamilton Hamilton Highway                |
| Ceres, Belmont Barrabool Road | 82                             | 74                         | Belmont, Ceres Barrabool Road                     |
| Beginn Geelong Ring Road | 89                             | 67                         | Ende Geelong Ring Road                            |
| Ampelkreuzung (im Uhrzeigersinn von Freeway aus) Princes Highway nach Geelong (8 km) und Great Ocean Road (19 km) über Torquay (17 km) Rossack Drive Princes Highway zur Great Ocean Road (19 km) über Anglesea (29 km); Colac (67 km), Warrnambool (181 km) |                                |                            |                                                   |

## Quelle
- Steve Parish: Australian Touring Atlas. Steve Parish Publishing, Archerfield QLD 2007, ISBN 978-1-74193-232-4, S. 42 (englisch).